# Ophiosphaera
Ophiosphaera is een geslacht van slangsterren uit de familie Amphiuridae.

## Soorten
- Ophiosphaera insignis Brock, 1888